# جورج ميلر (مغني)
جورج ميلر هو مغني كندي، ولد في 1947 في بيليمينا في المملكة المتحدة.

## وصلات خارجية
- جورج ميلر على موقع IMDb (الإنجليزية)
- جورج ميلر على موقع ميوزك برينز (الإنجليزية)
- جورج ميلر على موقع ديسكوغز (الإنجليزية)